# Publius Rupilius
Publius Rupilius est un homme politique romain d'origine plébéienne, qui devient consul en 132 av. J.-C. pendant l'enquête qui a suivi la mort de Tiberius Gracchus, conduite avec son collègue Popillius Laenas, il a poursuivi avec la plus grande sévérité les partisans de Gracchus.
La même année, il fut envoyé en Sicile, où il réprima la première guerre servile, dirigée par l'esclave syrien Eunus, dont l'armée était composée de 60 000 à 200 000 hommes.
En 131 av. J.-C., il est resté comme proconsul de l'île, où, avec l'aide de dix commissaire désignés par le sénat il élabora une charte pour l'organisation de la Sicile comme province. Ces règlements sont connus sous le titre de leges Rupiliae, bien qu'ils n'aient pas été des lois dans le sens strict.
En 123 av. J.-C., il a été condamné pour son traitement des amis de Gracchus. Le déshonneur de sa condamnation, plus la déception de voir son frère ne pas obtenir de consulat, malgré les efforts de Scipion Emilien, ont causé sa mort peu de temps après.